# ك. جاك باور
ك. جاك باور (بالإنجليزية: K. Jack Bauer)‏ هو مؤرخ أمريكي، ولد في 30 يوليو 1926، وتوفي في 17 سبتمبر 1987.